# Red Bull RB3
Chronologie des modèles (2007)
Red Bull RB2 Red Bull RB4
La Red Bull RB3 est la monoplace de Formule 1 engagée par l'écurie autrichienne Red Bull Racing dans le Championnat du monde de Formule 1 2007.

## Historique

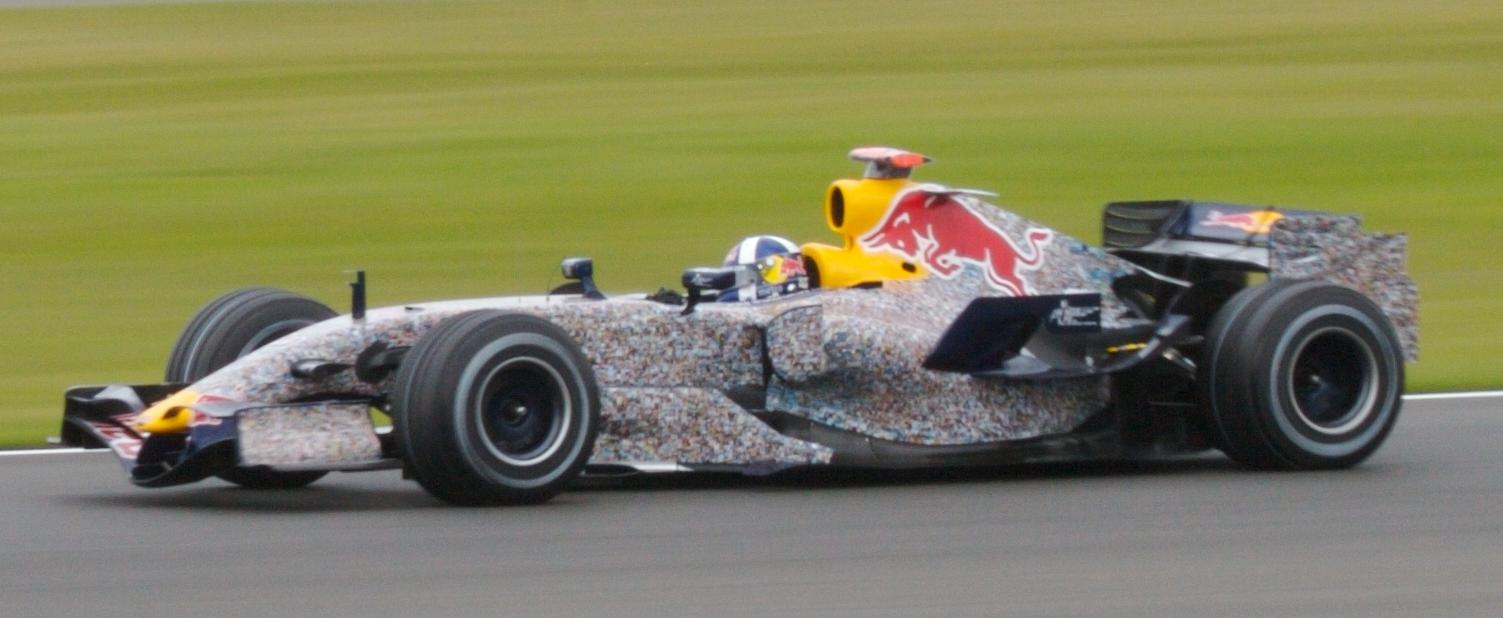
David Coulthard à bord de la Red Bull RB3 en livrée spéciale au Grand Prix de Grande-Bretagne 2007

Pour sa troisième année en Formule 1 en tant qu'écurie, Red Bull ambitionne un progrès par rapport à sa bonne première saison et à sa dfficile mais prometteuse seconde saison marquée par l'obtention de son premier podium, à Monaco par David Coulthard.
La RB3 est la première monoplace de l'écurie conçue par Adrian Newey, transfuge de McLaren. La monoplace 2007 est équipée d'un moteur Renault RS27 identique à celui des Renault R27 de l'équipe championne du monde en titre. L'influence de Newey est perceptible dans le dessin de la voiture qui tranche radicalement avec celui de ses devancières au dessin plutôt carré et massif, au point de la faire ressembler à une McLaren. En effet, le museau très bas et très busqué, le dessin de l'aileron avant ainsi que le profilage des pontons sont caractéristiques de l'« école Newey ». Du point de vue de la réglementation, la principale évolution est le passage à un manufacturier de pneus unique, Bridgestone, les monoplaces de l'écurie de Dietrich Mateschitz étant jusqu'alors équipées par Michelin. David Coulthard est rejoint par Mark Webber qui quitte Williams.
Les premières courses de la RB3 tempèrent les prévisions optimistes. Les monoplaces autrichiennes naviguent dans le ventre mou du peloton jusqu'à une éclaircie en Espagne où Coulthard marque les premiers points de l'équipe avec la cinquième place. Il faut attendre le Grand Prix des États-Unis pour voir Webber l'imiter, en prenant la septième place. À ce stade de la saison, la RB3 n'est pas l'arme absolue pour atteindre les premières lignes de la grille. Après neuf Grands Prix, Red Bull pointe au septième rang avec six points, guère mieux que la huitième place avec neuf points au même stade l'année précédente.
Les intempéries au Nurburgring et au Japon permettent à Webber et Coulthard de réaliser de belles performances. L'Australien termine troisième en Europe et l'Écossais finit cinquième et, au Japon, Webber est longtemps deuxième derrière Lewis Hamilton avant d'être accroché par Sebastian Vettel (au volant de la petite sœur, la Toro Rosso STR2) tandis que Coulthard prend les quatre points de la cinquième place.
À l'issue de la saison, Red Bull, cinquième avec 24 points, fait mieux qu'en 2006, mais moins bien qu'en 2005. Le passage d'un moteur Ferrari à un bloc Renault n'a pas modifié totalement les problèmes de fiabilité de l'écurie dans ce domaine, notamment en ce qui concerne les pièces de liaison.

## Pilotes
- David Coulthard (numéro 14)
- Mark Webber (numéro 15)
- Michael Ammermuller (pilote d'essai)
- Robert Doornbos (pilote d'essai)

## Palmarès
- 34 départs en Grands Prix : David Coulthard : 17, Mark Webber : 17
- 14 abandons : David Coulthard : 7, Mark Webber : 7
- 0 victoire
- 1 podium : Mark Webber
- 0 pole position
- Meilleure qualification : David Coulthard : 5e, Mark Webber : 5e
- 0 meilleur tour en course
- 24 points marqués David Coulthard : 14, Mark Webber : 10
- Comparatif Qualifications : Mark Webber devance David Coulthard 15 fois en 17 courses
- Comparatif Course : Mark Webber devance David Coulthard 10 fois en 17 courses

- Positions aux championnats du Monde : 
  - Constructeurs : 5e
  - Pilotes : 
    - David Coulthard : 10e
    - Mark Webber : 12e

## Résultats en championnat du monde de Formule 1
| Saison | Écurie          | Moteur          | Pneus       | Pilotes         | Courses | Courses | Courses | Courses | Courses | Courses | Courses | Courses | Courses | Courses | Courses | Courses | Courses | Courses | Courses | Courses | Courses | Points inscrits | Classement |
| Saison | Écurie          | Moteur          | Pneus       | Pilotes         | 1       | 2       | 3       | 4       | 5       | 6       | 7       | 8       | 9       | 10      | 11      | 12      | 13      | 14      | 15      | 16      | 17      | Points inscrits | Classement |
| ------ | --------------- | --------------- | ----------- | --------------- | ------- | ------- | ------- | ------- | ------- | ------- | ------- | ------- | ------- | ------- | ------- | ------- | ------- | ------- | ------- | ------- | ------- | --------------- | ---------- |
| 2007   | Red Bull Racing | Renault V8 RS27 | Bridgestone |                 | AUS     | MAL     | BAH     | ESP     | MON     | CAN     | USA     | FRA     | GBR     | EUR     | HON     | TUR     | ITA     | BEL     | JAP     | CHI     | BRÉ     | 24              | 5e         |
| 2007   | Red Bull Racing | Renault V8 RS27 | Bridgestone | Mark Webber     | 13e     | 10e     | Abd     | Abd     | Abd     | 9e      | 7e      | 12e     | Abd     | 3e      | 9e      | Abd     | 9e      | 7e      | Abd     | 10e     | Abd     | 24              | 5e         |
| 2007   | Red Bull Racing | Renault V8 RS27 | Bridgestone | David Coulthard | Abd     | Abd     | Abd     | 5e      | 14e     | Abd     | Abd     | 13e     | 11e     | 5e      | 11e     | 10e     | Abd     | Abd     | 4e      | 8e      | 9e      | 24              | 5e         |

Légende : ici 